# Huang Huidan
Huang Huidan (Liuzhou, China, 16 de mayo de 1996) es una gimnasta artística china, campeona del mundo en el ejercicio de barras asimétricas en Amberes 2013, y subcampeona en el mismo ejercicio y con su país en el concurso por equipos del mundial de Nanning 2014.

## Carrera deportiva
Consigue la medalla de oro en barras asimétricas en el Mundial de Amberes 2013 quedando por delante de la estadounidense Kyla Ross (plata) y la rusa Aliya Mustafina (bronce).
En el Mundial celebrado en Nanning en 2014 consigue la plata en barras asimétricas —por detrás de su compatriota Yao Jinnan y por delante de la rusa Daria Spiridonova— y también gana la medalla de plata en el concurso por equipos; las otras seis componentes del equipo chino fueron: Yao Jinnan, Chen Siyi, Shang Chunsong, Bai Yawen, Tan Jiaxin y Xie Yufen.